# Varg Veum – Begravda hundar
Varg Veum – Begravda hundar, (norska Varg Veum – Begravde hunder), är en norsk thriller från 2008 i regi av Alexander Eik med Trond Espen Seim i huvudrollen som Varg Veum. Filmen, som släpptes direkt på DVD, hade Sverigepremiär den 12 november 2008 och är den sjätte filmen i filmserien om privatdetektiven Varg Veum. Filmen är baserad på boken Begravda hundar bits inte (Begravde hunder biter ikke) från 1996 av författaren Gunnar Staalesen.

## Handling
Politikern Marit Haug, som tillhör ett parti som står väldigt långt ut till höger, ber Varg Veum om hjälp, men Varg nekar att hjälpa henne eftersom hon tagit emot mutor för sin kandidatur för att bli partiledare och att hon representerar allt det som Varg är emot. Men efter ett misslyckat mordförsök på Marits partikollega Einar Bergenes fru, tar sig Varg an fallet som visar sig vara ett komplicerat inrikespolitiskt maktspel där man inte kan veta om folk är de de utger sig för att vara. Varg blir varse om att politiken mycket handlar om konspiration och korruption, och där den som förföljer Marit vet hemligheter om henne som hon försöker att dölja.

## Om filmen
Filmen är inspelad i Bergen, Hordaland i Norge.

## Rollista (urval)
- Trond Espen Seim - Varg Veum
- Bjørn Floberg - Jacob Hamre
- Siv Klynderud - Marit Haug
- Kyrre Haugen Sydness - Einar Bergene
- Kai Remlow - Fredriksen
- Robert Skjærstad - Jan A. Sanne
- Rebekka Karijord - Ingvild Steen
- Endre Hellestveit - Jan Isachsen
- Sampda Sharma - Alex
- Hallvard Holmen - Trond Rogn